# Maryland Cycling Classic 2022
La 1re édition de la Maryland Cycling Classic, une course cycliste masculine sur route, a lieu aux États-Unis de Sparks à Baltimore le 4 septembre 2022. L'épreuve est disputée sur 193,1 kilomètres . Elle fait partie du calendrier UCI ProSeries 2022 (deuxième niveau mondial) en catégorie 1.Pro.

## Parcours
Le départ est donné dans la localité de Sparks, un secteur non constitué en municipalité situé à une trentaine de kilomètres au nord de la ville de Baltimore. Les coureurs prennent la direction du nord jusqu'à proximité de la limite avec la Pennsylvanie. Ensuite, le parcours s'oriente vers le sud en empruntant une boucle autour du Prettyboy Reservoir Park puis en passant à Hampstead avant de rejoindre Baltimore pour parcourir un circuit local de 12 km à accomplir quatre fois. L'arrivée est jugée sur E Pratt Street, près des docks sur le Patapsco.

## Équipes participantes
| WorldTeams (4)- Trek-Segafredo - BikeExchange-Jayco - Israel-Premier Tech - EF Education-EasyPost ProTeams (2)- Human Powered Health - Team Novo Nordisk Équipes continentales (9)- ProTouch - Panamá es Cultura y Valores - Team Medellín-EPM - Team Corratec - Hagens Berman Axeon - Toronto Hustle - L39ION of Los Angeles - EvoPro Racing - Team Skyline Équipe nationale- États-Unis |
| |

## Classements

### Classement final
| \| Classement général \| Classement général \| Classement général \| Classement général \| Classement général \| \| Coureur \| Coureur \| Pays \| Équipe \| Temps \| \| ------------------ \| ------------------- \| ------------------ \| --------------------- \| ------------------ \| \| 1er \| Sep Vanmarcke \| Belgique \| Israel-Premier Tech \| 4 h 34 min 45 s \| \| 2e \| Nickolas Zukowsky \| Canada \| Human Powered Health \| + 0 s \| \| 3e \| Neilson Powless \| États-Unis \| EF Education-EasyPost \| + 0 s \| \| 4e \| Toms Skujiņš \| Lettonie \| Trek-Segafredo \| + 1 s \| \| 5e \| Andrea Piccolo \| Italie \| EF Education-EasyPost \| + 6 s \| \| 6e \| Magnus Cort Nielsen \| Danemark \| EF Education-EasyPost \| + 1 min 06 s \| \| 7e \| Jenthe Biermans \| Belgique \| Israel-Premier Tech \| + 1 min 06 s \| \| 8e \| Quinn Simmons \| États-Unis \| Trek-Segafredo \| + 1 min 11 s \| \| 9e \| Alexandre Balmer \| Suisse \| BikeExchange-Jayco \| + 1 min 11 s \| \| 10e \| Róbigzon Oyola \| Colombie \| Medellín-EPM \| + 1 min 11 s \| |                     |            |                       |                 |
| |                     |            |                       |                 |
| Source : ProCyclingStats |                     |            |                       |                 |
| Classement général |                     |            |                       |                 |
| Coureur | Coureur             | Pays       | Équipe                | Temps           |
| 1er | Sep Vanmarcke       | Belgique   | Israel-Premier Tech   | 4 h 34 min 45 s |
| 2e | Nickolas Zukowsky   | Canada     | Human Powered Health  | + 0 s           |
| 3e | Neilson Powless     | États-Unis | EF Education-EasyPost | + 0 s           |
| 4e | Toms Skujiņš        | Lettonie   | Trek-Segafredo        | + 1 s           |
| 5e | Andrea Piccolo      | Italie     | EF Education-EasyPost | + 6 s           |
| 6e | Magnus Cort Nielsen | Danemark   | EF Education-EasyPost | + 1 min 06 s    |
| 7e | Jenthe Biermans     | Belgique   | Israel-Premier Tech   | + 1 min 06 s    |
| 8e | Quinn Simmons       | États-Unis | Trek-Segafredo        | + 1 min 11 s    |
| 9e | Alexandre Balmer    | Suisse     | BikeExchange-Jayco    | + 1 min 11 s    |
| 10e | Róbigzon Oyola      | Colombie   | Medellín-EPM          | + 1 min 11 s    |

### Classements UCI
La course attribue des points au Classement mondial UCI 2022 selon le barème suivant.
| Position           | 1er | 2e  | 3e  | 4e  | 5e | 6e | 7e | 8e | 9e | 10e | 11e | 12e | 13e | 14e | 15e | 16e à 30e | 31e à 40e |
| Classement général | 200 | 150 | 125 | 100 | 85 | 70 | 60 | 50 | 40 | 35  | 30  | 25  | 20  | 15  | 10  | 5         | 3         |